# Vláda Rishiho Sunaka
Vláda Rishiho Sunaka byla vláda Spojeného království většinového charakteru úřadující v letech 2022–2024. Jejím předsedou se stal Rishi Sunak, kterého v Buckinghamském paláci jmenoval král Karel III. 25. října 2022 premiérem. Úřadu se ujal jako nový vůdce Konzervativní strany. Nahradil tak Liz Trussovou, jež zastávala obě funkce rekordně krátkou dobu mezi zářím a říjnem 2022.
Po drtivé porážce Sunakových konzervativců v parlamentních volbách ze 4. července 2024, se o den později premiérem stal vůdce vítězných labouristů Keir Starmer, jenž dovedl Labouristickou stranu do vlády poprvé od roku 2010. 

## Pozadí vzniku vlády
Konzervativci se na úkor labouristů vrátili do vlády po vítězných květnových volbách 2010. Po kabinetech vedených konzervativními vůdci Cameronem, Mayovou a Johnsonem se premiérkou v září 2022 stala Liz Trussová. Její většinová vláda však v úřadu setrvala jen 49 dní, nejkratší období v britské historii. Ohlášená rezignace Trussové 20. října 2022 byla vyústěním ztráty důvěry ze strany konzervativních poslanců kvůli zmatečné vládní politice, která rovněž způsobila výrazný propad premiérčiny popularity. Nakonec odvolaný balík snížení daní, známý jako „minirozpočet“, vyvolal chaos na finančních trzích, oslabení britské libry a nutnost intervence centrální banky. Po rezignaci Trussové opustili kabinet dva jeho klíčoví členové, ministr financí Kwasi Kwarteng a ministryně vnitra Suella Bravermanová, stojící v čele dvou ze čtyř hlavních rezortů sdružených v Great Offices of State. Bravermanová se však krátce poté ministryní vnitra stala znovu.
Časný pád vlády, vymykající se britské politické tradici, vedl k rychlému výběru nového vůdce konzervativců, jenž dle zvyklostí nahradil Trussovou i v čele kabinetu. Za nastavení pravidel výběru byl zodpovědný stranický orgán zvaný Výbor 1922, tvořený konzervativními poslanci bez aktivního angažmá ve vládních úřadech. Výbor stanovil minimální hranici 100 poslanců Dolní sněmovny, kteří museli podpořit kandidáta na vůdce strany a pro premiérské křeslo. Nutná širší podpora fakticky eliminovala možné radikálnější nominanty typu Kemi Badenochové či Suelly Bravermanové. Legitimita úřadující vlády se odvíjela od většiny 365 konzervativních poslanců v 650členné Dolní sněmovně, konstituované od prosincových předčasných voleb 2019. Po několika úbytcích zasedalo v dolní komoře v říjnu 2022, tedy v době výběru nového vůdce strany, ještě 357 členů konzervativního poslaneckého klubu. Hranici podpory 100 zákonodárců mohli za dané situace překročit nejvýše tři uchazeči. V takovém případě by straničtí poslanci hlasováním vyřadili uchazeče s nejnižší podporou. Pokud by splnili kritérium právě dva uchazeči, poslanci by vyjádřili preferenci jednomu z nich v hlasování. Dvojice uchazečů by následně postoupila do druhého kola, v němž by o vítězi rozhodlo vnitrostranické internetové hlasování přibližně 170 tisíc členů mezi 25. až 28. říjnem 2022.

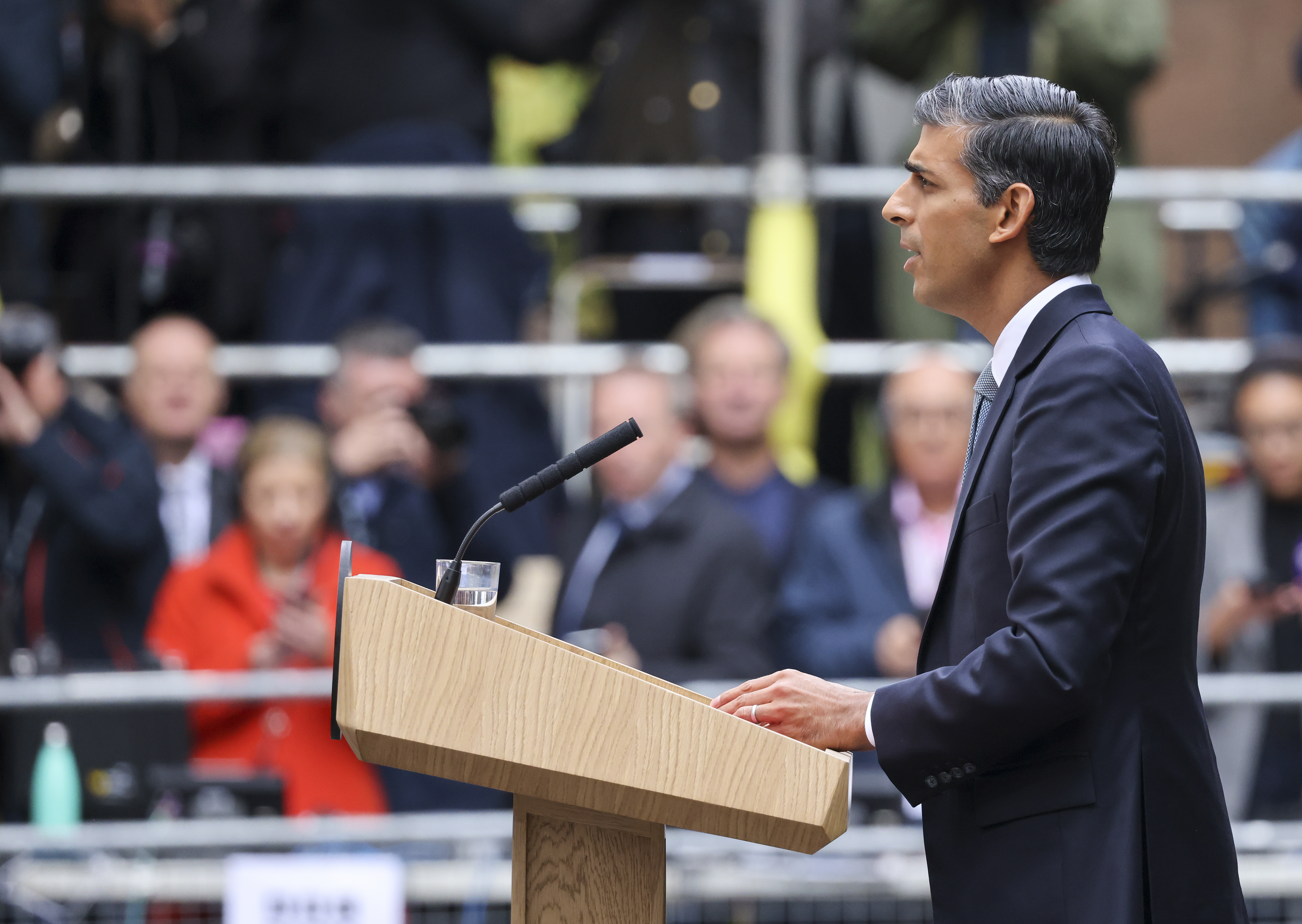
Projev Rishiho Sunaka v Downing Street č. 10 po uvedení do úřadu premiéra

Mezi hlavní zvažované kandidáty se od 20. října zařadili Rishi Sunak, do července 2022 ministr financí ve druhém Johnsonově kabinetu, vůdkyně Dolní sněmovny Penny Mordauntová, která skončila v předchozí volbě třetí, a bývalý premiér Boris Johnson. Sunak svého času odešel poražen ze souboje o premiérský post s Trussovou, přestože v něm získal podporu většiny konzervativních poslanců. Vítězství Trussové však zajistila následná korespondenční volba členské stranické základny na začátku září 2022.
Boris Johnson, který byl v době rezignace Trussové na dovolené v Dominikánské republice, se 22. října urychleně vrátil do Londýna a zahájil konzultace o možné podpoře. Následující den oficiálně ohlásil kandidaturu také Sunak. Johnson se nakonec rozhodl do výběru kandidátů nezasáhnout, přestože podle svých slov splnil podmínku podpory 100 poslanců. V den uzávěrky přihlášek, 24. října, do souboje nevstoupila ani Mordauntová, když nedokázala přesvědčit dostatečný počet konzervativních poslanců. Podle informací jejího štábu měla k dispozici 90 hlasů, ale veřejně se pro ni vyslovilo výrazně méně poslanců. Jediný, kdo získal podporu více než 100 poslanců, byl tedy Rishi Sunak, což z něj 24. října automaticky učinilo vůdce Konzervativní strany. O den později jej do premiérského úřadu jmenoval britský král Karel III. Z jeho strany se jednalo o první uvedení premiéra do funkce, když na trůn nastoupil v září 2022 po úmrtí královny Alžběty II. Sunak se v čele kabinetu stal prvním hinduistou asijského původu, nejmajetnějším premiérem v historii a ve 42 letech také nejmladším od uvedení Roberta Jenkinsona do úřadu v roce 1812. Sunak a jeho manželka Akshata Murty, dcera indického miliardáře, spravovali k roku 2022 jmění v hodnotě cca 730 milionů liber.
Vicepremiérka a ministryně zdravotnictví v předchozí vládě Trussové, Thérèse Coffeyová, se stala ministryní životního prostředí. Dominic Raab se po téměř dvou měsících vrátil do vicepremiérského křesla, které opustil v září 2022. Navíc byl jmenován i ministrem spravedlnosti.

## Změny ve vládě
Vicepremiér a ministr spravedlnosti Dominic Raab ukončil vládní angažmá 21. dubna 2023, kdy rezignoval po obvinění ze šikany podřízených. Po týdenní absenci se úřadu ministryně vnitra opět ujala Suella Bravermanová, právnička indického původu. Tu však po roce působení premiér Sunak dne 13. listopadu 2023 z funkce propustil po jejím kontroverzním a neúspěšném pokusu o zákaz propalestinské demonstrace v Londýně, která se konala 11. listopadu za účasti zhruba 300 000 lidí a proběhla z velké části pokojně. Na místo ministra vnitra povolal premiér následně dosavadního ministra zahraničí Jamese Cleverlyho. Novým ministrem zahraničí se stal bývalý premiér Spojeného království David Cameron, jehož jmenování ministrem jako nečlena Dolní sněmovny bude umožněno jeho povoláním do Sněmovny lordů.

## Konec vlády

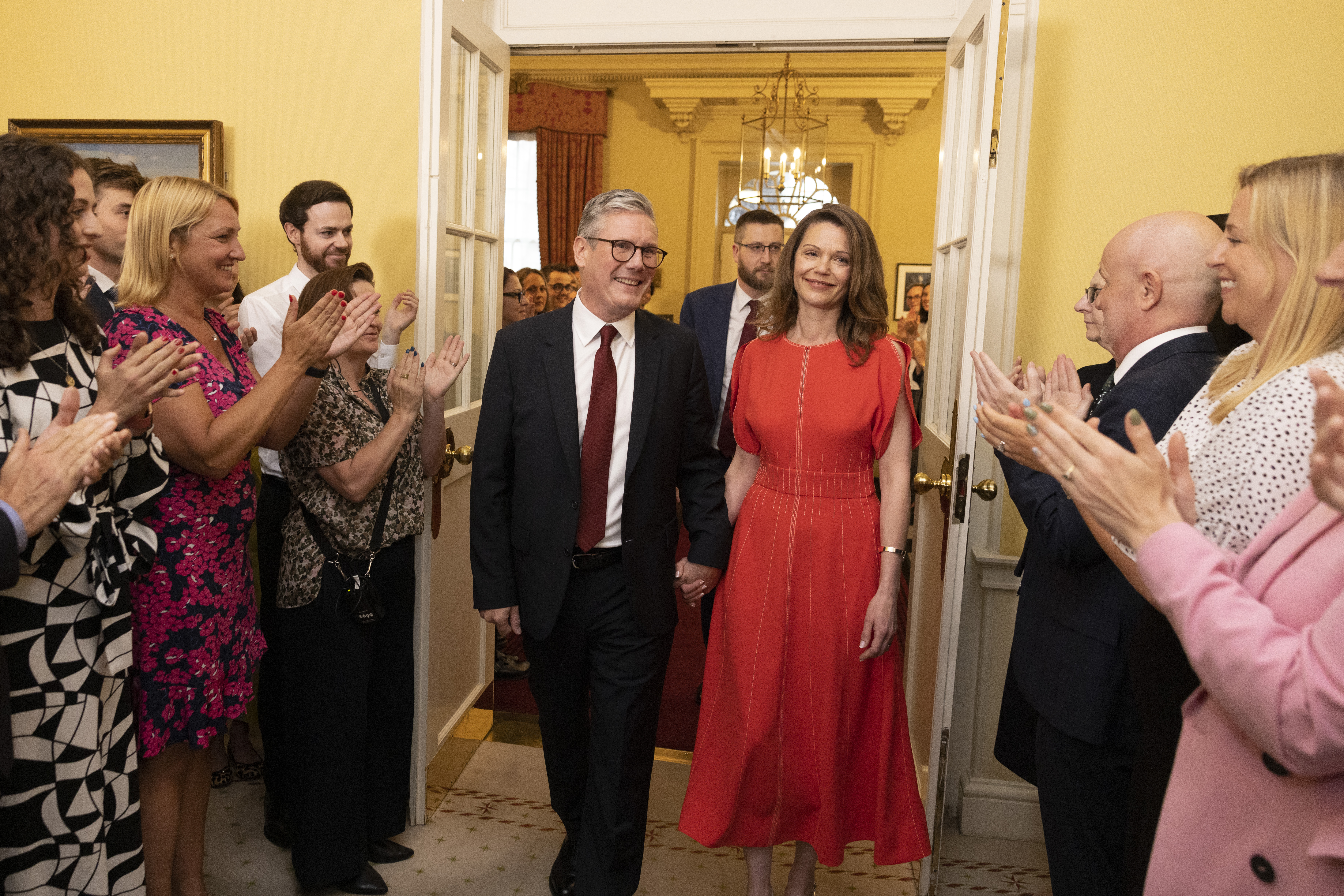
Příchod Keira Starmera s chotí do sídla na Downing Street 10 po uvedení do úřadu premiéra, 5. července 2024

Již v prosinci 2023 Rishi Sunak sdělil, že by volby měly poběhnout během roku 2024 spíše než v lednu 2025. Vzhledem k absenci pevného volebního data v britské legislativě Sunak 22. května 2024 oznámil, že se parlamentní volby uskuteční 4. července téhož roku. Král Karel III. souhlasil s jeho návrhem rozpuštění parlamentu k 30. květnu 2024. V červencovém termínu se naposledy předtím volby konaly v roce 1945. Kandidátní listiny bylo možné podávat do 7. června 2024, s následnou čtyřtýdenní kampaní. Zaregistrováno bylo 4 515 kandidátů, rekordní počet v britské historii.
Drtivá volební výhra labouristů znamenala, že se 5. července 2024 premiérem stal jejich vůdce Keir Starmer, jenž sestavil první labouristickou vládu od roku 2010. Lídr konzervativců Sunak od něj převzal úlohu vůdce opozice a zformoval stínový kabinet. V 650členné Dolní sněmovně labouristé získali většinu 412 křesel, když si polepšili o 211 mandátů. Naopak Sunakovi konzervativci ztratili 251 poslanců a se 121 mandáty přešli do opozice, spolu s třetími v pořadí – liberálními demokraty Eda Daveyho, kteří vůči předchozím volbám zvýšili zisk o 63 křesel na 71 zástupců.

## Seznam členů vlády
| Členové vlády                                                                                     | Členové vlády       | Členové vlády  | Členové vlády    | Členové vlády      | Členové vlády      | Členové vlády      |
| Úřad                                                                                              | Člen vlády          | Člen vlády     | Strana           | Strana             | Nástup do úřadu    | Odchod z úřadu     |
| ------------------------------------------------------------------------------------------------- | ------------------- | -------------- | ---------------- | ------------------ | ------------------ | ------------------ |
| Premiér První lord státní pokladny Ministr pro státní správu Ministr pro Unii                     | Rishi Sunak         |                |                  | Konzervativní      | 25. října 2022     | 5. července 2024   |
| Vicepremiér                                                                                       | Dominic Raab        |                |                  | Konzervativní      | 25. října 2022     | 21. dubna 2023     |
| Vicepremiér                                                                                       | Oliver Dowden       |                | 21. dubna 2023   | Konzervativní      | 5. července 2024   |                    |
| Kancléř vévodství Lancaster                                                                       | Oliver Dowden       | 25. října 2022 | 5. července 2024 | Konzervativní      |                    |                    |
| Státní tajemník úřadu vlády                                                                       | Oliver Dowden       | 9. února 2023  | 5. července 2024 | Konzervativní      |                    |                    |
| Ministr financí Druhý lord státní pokladny                                                        | Jeremy Hunt         |                |                  | Konzervativní      | 25. října 2022     | 5. července 2024   |
| Ministr zahraničí, Commonwealthu a rozvojových záležitostí                                        | James Cleverly      |                |                  | Konzervativní      | 25. října 2022     | 13. listopadu 2023 |
| Ministr zahraničí, Commonwealthu a rozvojových záležitostí                                        | David Cameron       |                |                  | Konzervativní      | 13. listopadu 2023 | 5. července 2024   |
| Ministr vnitra                                                                                    | Suella Bravermanová |                |                  | Konzervativní      | 25. října 2022     | 13. listopadu 2023 |
| Ministr vnitra                                                                                    | James Cleverly      |                |                  | Konzervativní      | 13. listopadu 2023 | 5. července 2024   |
| Ministr obrany                                                                                    | Ben Wallace         |                |                  | Konzervativní      | 25. října 2022     | 31. srpna 2023     |
| Ministr obrany                                                                                    | Grant Shapps        |                |                  | Konzervativní      | 31. srpna 2023     | 5. července 2024   |
| Ministr spravedlnosti Lord kancléř                                                                | Dominic Raab        |                |                  | Konzervativní      | 25. října 2022     | 21. dubna 2023     |
| Ministr spravedlnosti Lord kancléř                                                                | Alex Chalk          |                | Konzervativní    | 21. dubna 2023     | 5. července 2024   |                    |
| Ministr zdravotnictví a sociální péče                                                             | Steve Barclay       |                |                  | Konzervativní      | 25. října 2022     | 13. listopadu 2023 |
| Ministr zdravotnictví a sociální péče                                                             | Victoria Atkinsová  |                | Konzervativní    | 13. listopadu 2023 | 5. července 2024   |                    |
| Ministr pro energetickou bezpečnost a uhlíkovou neutralitu                                        | Grant Shapps        |                |                  | Konzervativní      | 7. února 2023      | 31. srpna 2023     |
| Ministr pro energetickou bezpečnost a uhlíkovou neutralitu                                        | Claire Coutinhová   |                |                  | Konzervativní      | 31. srpna 2023     | 5. července 2024   |
| Ministryně digitalizace, kultury, médií a sportu                                                  | Michelle Donelanová |                |                  | Konzervativní      | 25. října 2022     | 7. února 2023      |
| Ministryně pro vědu, inovace a technologie                                                        | Michelle Donelanová | 7. února 2023  | 5. července 2024 | Konzervativní      |                    |                    |
| Vůdkyně Dolní sněmovny Lord předsedkyně tajné rady                                                | Penny Mordauntová   |                |                  | Konzervativní      | 25. října 2022     | 5. července 2024   |
| Vůdce Sněmovny lordů Lord tajné pečeti                                                            | Nicholas True       |                |                  | Konzervativní      | 25. října 2022     | 5. července 2024   |
| Ministr bez portfeje Předseda strany                                                              | Nadhim Zahawi       |                |                  | Konzervativní      | 25. října 2022     | 29. ledna 2023     |
| Ministr bez portfeje Předseda strany                                                              | Greg Hands          |                | Konzervativní    | 7. února 2023      | 13. listopadu 2023 |                    |
| Ministr bez portfeje Předseda strany                                                              | Richard Holden      |                | Konzervativní    | 13. listopadu 2023 | 5. července 2024   |                    |
| Ministr hospodářství, energetiky a průmyslové strategie                                           | Grant Shapps        |                |                  | Konzervativní      | 25. října 2022     | 7. února 2023      |
| Ministr pro vyrovnání rozdílů mezi regiony, bydlení a komunity Ministr pro mezivládní záležitosti | Michael Gove        |                |                  | Konzervativní      | 25. října 2022     | 5. července 2024   |
| Ministryně pro mezinárodní obchod                                                                 | Kemi Badenochová    |                |                  | Konzervativní      | 25. října 2022     | 7. února 2023      |
| Předsedkyně obchodní rady                                                                         | Kemi Badenochová    | 25. října 2022 | 5. července 2024 | Konzervativní      |                    |                    |
| Ministryně pro ženy a rovné příležitosti                                                          | Kemi Badenochová    | 25. října 2022 | 5. července 2024 | Konzervativní      |                    |                    |
| Ministryně hospodářství a obchodu                                                                 | Kemi Badenochová    | 7. února 2023  | 5. července 2024 | Konzervativní      |                    |                    |
| Ministr práce a důchodů                                                                           | Mel Stride          |                |                  | Konzervativní      | 25. října 2022     | 5. července 2024   |
| Ministryně školství                                                                               | Gillian Keeganová   |                |                  | Konzervativní      | 25. října 2022     | 5. července 2024   |
| Ministr pro životní prostředí, potraviny a záležitosti venkova                                    | Thérèse Coffeyová   |                |                  | Konzervativní      | 25. října 2022     | 13. listopadu 2023 |
| Ministr pro životní prostředí, potraviny a záležitosti venkova                                    | Steve Barclay       |                | Konzervativní    | 13. listopadu 2023 | 5. července 2024   |                    |
| Ministr dopravy                                                                                   | Mark Harper         |                |                  | Konzervativní      | 25. října 2022     | 5. července 2024   |
| Ministryně kultury, médií a sportu                                                                | Lucy Frazerová      |                |                  | Konzervativní      | 7. února 2023      | 5. července 2024   |
| Ministr pro Severní Irsko                                                                         | Chris Heaton-Harris |                |                  | Konzervativní      | 25. října 2022     | 5. července 2024   |
| Ministr pro Skotsko                                                                               | Alister Jack        |                |                  | Konzervativní      | 25. října 2022     | 5. července 2024   |
| Ministr pro Wales                                                                                 | David TC Davies     |                |                  | Konzervativní      | 25. října 2022     | 5. července 2024   |
| Další účastníci zasedání vlády                                                                    |                     |                |                  |                    |                    |                    |
| Parlamentní tajemník ministerstva financí Hlavní whip Dolní sněmovny                              | Simon Hart          |                |                  | Konzervativní      | 25. října 2022     | 5. července 2024   |
| Hlavní pokladník                                                                                  | John Glen           |                |                  | Konzervativní      | 25. října 2022     | 13. listopadu 2023 |
| Hlavní pokladník                                                                                  | Laura Trottová      |                | Konzervativní    | 13. listopadu 2023 | 5. července 2024   |                    |
| Nejvyšší státní zástupkyně pro Anglii a Wales Nejvyšší obhájkyně pro Severní Irsko                | Victoria Prentisová |                |                  | Konzervativní      | 25. října 2022     | 5. července 2024   |
| Ministr úřadu vlády Hlavní tajemník ministerstva financí                                          | Jeremy Quin         |                |                  | Konzervativní      | 25. října 2022     | 13. listopadu 2023 |
| Ministr úřadu vlády Hlavní tajemník ministerstva financí                                          | John Glen           |                | Konzervativní    | 25. října 2022     | 5. července 2024   |                    |
| Ministr pro ozbrojené síly a veterány                                                             | Johnny Mercer       |                |                  | Konzervativní      | 25. října 2022     | 5. července 2024   |
| Ministr rozvoje                                                                                   | Andrew Mitchell     |                |                  | Konzervativní      | 25. října 2022     | 5. července 2024   |
| Ministr pro bezpečnost                                                                            | Tom Tugendhat       |                |                  | Konzervativní      | 25. října 2022     | 5. července 2024   |
| Ministr pro imigraci                                                                              | Robert Jenrick      |                |                  | Konzervativní      | 25. října 2022     | 5. července 2024   |
| Ministr bez portfeje                                                                              | Gavin Williamson    |                |                  | Konzervativní      | 25. října 2022     | 8. listopadu 2022  |
| Ministr bez portfeje                                                                              | Esther McVeyová     |                | Konzervativní    | 13. listopadu 2023 | 5. července 2024   |                    |